# Shawn Colvin
Pour les articles homonymes, voir Colvin.
Shawn Colvin (née le 10 janvier 1956  à Vermillion (Dakota du Sud)) est une auteur-compositrice-interprète et guitariste américaine de musique folk. Elle a remporté trois Grammy Awards : le meilleur album de folk contemporain en 1991 pour Steady On, l'enregistrement de l'année en 1997 pour Sunny Came Home, et la chanson de l'année en 1997 pour Sunny Came Home également.
Elle a été mariée plusieurs fois, premièrement avec Simon Tassano en 1994, mariage qui s’est terminé par un divorce en 1995. Elle a épousé ensuite le photographe Mario Erwin en 1997, et a eu avec lui en 1998 une fille appelée Caledonia Jean-Marie.

## Discographie

### Albums
- Steady On (1989)
- Fat City (1992)
- Cover Girl (1994)
- Live '88 (1995) - album live
- A Few Small Repairs (1996) - (disque de platine)
- Holiday Songs and Lullabies (1998)
- Whole New You (2001)
- Polaroids: A Greatest Hits Collection (2004) - compilation
- These Four Walls (2006)
- All Fall Down (2012)